# C. M. Veaute
C. M. Veaute, nom de plume des sœurs Colette et Monique Veaute, est une femme de lettres française, auteure de roman policier.

## Biographie
Les deux sœurs vivent et travaillent à Rome. Colette Veaute est peintre tandis que Monique Veaute, journaliste à Radio France puis directrice en 1984 des soirées de France Musique, préside la Fondation Romaeuropa dont la vocation est de  promouvoir et défendre les arts contemporains dans leur environnement international.
En 2013, elles publient un premier roman policier Meurtres à la romaine qui remporte le prix du roman d'aventures 2013.

## Œuvre

### Romans
- Meurtres à la romaine Éditions du Masque, Masque poche no 26 (2013)  (ISBN 978-2-7024-3926-5)
- Mourir à Venise, Éditions du Masque, Masque poche no 61 (2015)  (ISBN 978-2-7024-4163-3)

## Prix et distinctions
- Prix du roman d'aventures 2013